# جوش أشتون
جوش أشتون (بالإنجليزية: Josh Ashton)‏ هو لاعب كرة قدم أمريكية أمريكي، ولد في 24 أغسطس 1949 في إيغل ليك في الولايات المتحدة، وتوفي في 4 أكتوبر 1993 في مقاطعة هاريس في الولايات المتحدة.